# Проспект Степана Бандеры (Киев)
Проспект Степана Бандеры (укр. Проспект Степана Бандери) — проспект в Оболонском районе Киева, местности Куренёвка, Петровку, жилой массив Оболонь (вдоль Вербного озера). Проходит от Кирилловской и Куренёвской улиц до Северного моста.
На отрезке между Новоконстантиновской улицей и Северным мостом проспект составляет часть Малой Окружной дороги.

## История
Образовался в первой половине XX века как соединение улиц Луговой-Станционной (между Кирилловской улицей и железной дорогой) и Огороднего тупика, которые в 1961 году были объединены под названием Красноказачья улица. В 1976 году, после продолжения в сторону Московского (ныне Северного) моста и расширения, преобразования её в скоростную магистраль, улица получает название «проспект Красных казаков» в честь военных формирований Красных казаков. Распоряжением Киевского городского совета от 18 августа 2004 года переименован в Московский проспект.
7 июля 2016 года на сессионном заседании депутаты Киеврады проголосовали за переименование проспекта в честь Степана Бандеры. Решение вступило в силу после официальной публикации в газете «Хрещатик» 9 августа 2016 года. Окружной административный суд Киева 25 июня 2019 отменил решение о переименовании и вернул прежнее наименование проспекту. В апреле 2021 года апелляционный суд отменил решение Окружного административного суда.